# Tele Imagen Codificada
Tele Imagen Codificada (conocido por sus siglas TIC) es una prestadora de televisión por cable, IPTV y televisión por suscripción. Es propiedad de Supercanal y del Grupo Ick.

## Historia

### Antecedentes
La televisión había llegado a Santiago del Estero con Canal 7 en 1965. Dos décadas más tarde, el grupo Castiglione, que había sido fundador del canal, pero lo había vendido en los setenta, incursionó en el mundo del cable con la empresa Tele Imagen Privada (TIP), en la ciudad Capital. Casi al mismo tiempo, el Grupo Ick, que ya era el propietario del Canal 7, innovó con Tele Visión Codificada (TVC), que ofrecía a los abonados un servicio de recepción por aire de señales de otras provincias, sin necesidad de tener conexión por cable.
TVC fue el primer sistema de televisión codificada del país que transmitía simultáneamente 40 señales de TV en UHF, fue el primer sistema multicanal del norte argentino que comenzó sus transmisiones en el año 1982.

### Fundación
Esta competencia duró poco tiempo y terminó con la fusión de ambas empresas en el año 1992. Fue así que nació TIC, mediante la fusión de Televisión Codificada por aire (TVC) y Televisión por Cable (TIP), convirtiéndose en Tele Imagen Codificada SA (TIC).